# Tere
Tere, właśc. Theresia Ebenna Ezeria Pardede (ur. 2 września 1979 w Dżakarcie) – indonezyjska piosenkarka.
Swoją karierę muzyczną rozpoczęła jako wokal wspierający w różnych formacjach, jak np. Dewa 19. Jednakże szerszą rozpoznawalność przyniosła jej dopiero współpraca z Pas Band (utwór „Kesepian Kita”).
W 2002 roku wydała swój debiutancki album pt. Awal Yang Indah. Była autorką zarówno tekstów piosenek, jak i muzyki. Sukces powtórzyły kolejne albumy: Sebuah Harapan (2003) i Begitu Berharga (2005).
Zdołała wypromować utwory: „Awal Yang Indah”, „Mengapa Ini Yang Terjadi” (feat Valent), „Aku Patut Membenci Dia” oraz „Selebihnya Dusta”.

## Dyskografia
Albumy studyjne
- 2002: Awal Yang Indah
- 2003: Sebuah Harapan
- 2005: Begitu Berharga